# Nandakini
Le Nandakini est une rivière indienne d'une longueur d'environ 50 km qui coule dans l'État de l'Uttarakhand. Elle est un affluent de l'Alaknanda et donc un sous-affluent du Gange.

## Source de la traduction
- (de) Cet article est partiellement ou en totalité issu de l’article de Wikipédia en allemand intitulé « Nandakini » (voir la liste des auteurs).